# Hugues II de Saint-Omer
 (août 2009).
Si vous disposez d'ouvrages ou d'articles de référence ou si vous connaissez des sites web de qualité traitant du thème abordé ici, merci de compléter l'article en donnant les références utiles à sa vérifiabilité et en les liant à la section « Notes et références ».

Hugues II de Saint-Omer (v. 1150 † après 1204) fut un prince titulaire de Galilée et de Tibériade de 1187 à 1204, il était fils de Gautier de Saint-Omer, prince de Galilée, et d'Echives de Bures.

## Biographie
À la mort de son père, sa mère se remaria avec Raymond III, comte de Tripoli, qui devint ainsi prince de Galilée et de Tibériade. En 1187, les chevaliers du royaume de Jérusalem furent battus à Hattin et Saladin reconquit une bonne partie du royaume, et notamment la principauté de Galilée. Raymond III meurt peu après, mais Hugues II n'hérite que d'un titre.
Il est le héros de l'Ordène de chevalerie, poème racontant son emprisonnement par Saladin.
Il épousa Marguerite d'Ibelin, fille de Balian d'Ibelin et de Marie Comnène, mais n'eut pas d'enfants. En 1204, il cède ses droits à son frère Raoul, et s'installe dans l'empire latin de Constantinople. Il meurt dans les années qui suivent, car sa veuve se remarie en 1210 avec Gautier Brisebarre, seigneur de Césarée.